# James S. Clarkson

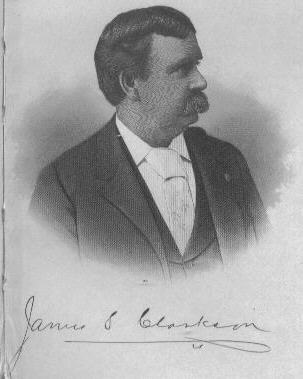
James S. Clarkson

James Sullivan Clarkson (* 17. Mai 1842 in Brookville, Indiana; † 31. Mai 1918 in Newark, New Jersey) war ein US-amerikanischer Politiker und von 1890 bis 1892 Vorsitzender des Republican National Committee, der Parteiorganisation der Republikaner.

## Berufliche Laufbahn
Als Junge lernte James Clarkson das Druckerhandwerk in der Druckerei seines Vaters, der in Indiana im Zeitungsgewerbe tätig war. Im Jahr 1855 zog die Familie in das Grundy County in Iowa, wo der Vater Prärieland erworben hatte und eine Farm errichtete. Während des Bürgerkrieges versuchte Clarkson zweimal, dem Unionsheer beizutreten, wurde aber jeweils aus körperlichen Gründen abgelehnt. Ab 1866 war er in Des Moines zunächst als Schriftsetzer beim Des Moines Register beschäftigt, später dann als Lokalredakteur. 1869 wurde er als Nachfolger des in den Kongress gewählten Francis W. Palmer Chefredakteur dieser Zeitung. Kurz darauf ging der Register in den Besitz des Unternehmens seines Vaters über.
Im Zuge dieser Entwicklung entwickelte sich James Clarkson zu einem bekannten Geschäftsmann der Stadt. Er nutzte seinen Einfluss, um Des Moines zum Ziel mehrerer Bahnlinien zu machen, darunter die Chicago, Burlington and Quincy Railroad und die Wabash Railroad.

## Politik
In Des Moines begann Clarkson sich auch politisch zu betätigen. 1868 wurde er Vorsitzender des Republican State Central Committee von Iowa. Im Jahr zuvor war ihm von US-Präsident Ulysses S. Grant die Position des Gesandten in der Schweiz angetragen worden, die er jedoch ablehnte. In späteren Jahren verzichtete er noch zweimal auf ihm angebotene diplomatische Missionen. Er wurde 1871 Postmeister von Des Moines und übte diesen Posten sechs Jahre lang aus, ehe er aufgrund eines Konflikts mit Präsident Rutherford B. Hayes zurücktrat. Von 1889 bis 1890 war er nach der Berufung durch Präsident Benjamin Harrison erster stellvertretender Postmaster General.
Als Delegierter aus Iowa nahm Clarkson an den Republican National Conventions der Jahre 1876, 1880, 1884, 1888, 1892 und 1896 teil. Er war einer der Organisatoren des letztlich erfolglosen Präsidentschaftswahlkampfes von James G. Blaine 1884. Zwischen 1880 und 1896 gehörte er dem Republican National Committee an, dessen Vorsitz er 1890 als Nachfolger von Matthew Quay übernahm und zwei Jahre lang innehatte. Zwischen 1891 und 1893 fungierte er außerdem als Präsident der Republican League of the United States.

## Späterer Lebenslauf
Nachdem Clarkson im Jahr 1891 seine Anteile am Des Moines Register verkauft hatte, zog er nach New York City, wo er Präsident der New York and New Jersey Bridge Company wurde. 1902 berief ihn Präsident Theodore Roosevelt zum Zollaufsichtsbeamten (Surveyor of Customs) für den New Yorker Hafen, was er bis 1910 blieb.
Seine späten Jahre verbrachte James Clarkson auf der Sleepy Hollow Farm in Tarrytown. Er verstarb im Haus seines Sohnes in Newark.